# المرصد الفلكي الوطني الياباني
المرصد الفلكي الوطني الياباني (باليابانية: 国立天文台، بالروماجي: kokuritsu tenmondai) إختصارًا (NAOJ) هو مؤسسة بحثية فلكية تتكون من عدة مرافق في اليابان بالإضافة إلى هاواي وتشيلي، تم تأسيسه عام 1988 بدمج ثلاث مؤسسات موجودة فعلاً هي: «مرصد طوكيو الفلكي التابع لجامعة طوكيو»، و"مرصد خط العرض الدولي [الإنجليزية] في ميزوساوا [الإنجليزية]"، و«جزء من معهد أبحاث الغلاف الجوي بجامعة ناغويا».
أثناء حملة إعادة هيكلة المؤسسات البحثية عام 2004، إنضم المركز الفلكي الوطني الياباني إلى مؤسسة المعاهد الوطنية للعلوم الطبيعية، اليابان [الإنجليزية].

## مرافق المرصد
حرم ميتاكا (ميتاكا، طوكيو: 35°40′31″N 139°32′17″E / 35.6752172°N 139.5380831°E)
الإدارة، مركز البيانات الفلكية، مركز التقنيات المتقدمة، مركز العلاقات العامة، تلسكوب التوهج الشمسي، تلسكوب البقع الشمسية، كاشف موجات الجاذبية تاما 300 [الإنجليزية]، دائرة زوال طوكيو الكهروضوئية [الإنجليزية].
مرافق أخرى قديمة: تلسكوب برج الشمس، قبة التلسكوب الكاسر 65cm، قبة التلسكوب الكاسر 20cm.
مرصد نوبياما الراديوي (ميناميماكي، ناغانو: 35°56′28″N 138°28′13″E / 35.9410112°N 138.4702528°E)
تلسكوب راديوي مليمتري 45m، مقطاب نوبياما الراديوي.
خارج الخدمة: مصفوفة نوبياما المليمترية، هيليوغراف نوبياما الراديوي.
مرصد ميزوساوا الراديوي (أوشو، إيواتيه: 39°08′06″N 141°08′00″E / 39.1350952°N 141.1332035°E)
محطة ميزوساوا VERA (تلسكوب 20m)، تلسكوب VLBI راديوي 10m.
مبنى تاريخي: متحف الدكتور كيمورا.
محطة أوغاساوارا VERA (اوغاساوارا: 27°05′30″N 142°13′00″E / 27.09167°N 142.21667°E)
تلسكوب راديوي 20m.
محطة إيريكي VERA (إيريكي: 31°44′52″N 130°26′24″E / 31.7478213°N 130.4399443°E)
تلسكوب راديوي 20m.
محطة إشيغاكي-جيما VERA (إشيغاكي-جيما: 24°24′43.83″N 124°10′15.58″E / 24.4121750°N 124.1709944°E)
تلسكوب راديوي 20m.
كاغرا (هيدا،غيفو: 36°24′42.84″N 137°18′20.88″E / 36.4119000°N 137.3058000°E)
تلسكوب موجات الجاذبية كاغرا [الإنجليزية].
مرصد إشيغاكي-جيما (إشيغاكي جيما)
تلسكوب موريكابوشي.
مرصد هاواي (جزر هاواي)
تلسكوب سوبارو 8m (مرصد مونا كيا: 19°49′33″N 155°28′35″W / 19.825814°N 155.476455°W)
منشأة هيلو الأساسية (هيلو، هاواي: 19°42′10″N 155°05′25″W / 19.70289°N 155.0902498°W)
مرصد تشيلي (صحراء اتاكاما، تشيلي)
مصفوفة اتاكاما الكبيرة المليمترية ودون المليمترية (ALMA).
تجربة تلسكوب اتاكاما دون المليمتري [الإنجليزية] (ASTE).
مرافق خارج الخدمة
مرصد نوريكورا الشمسي (جبل نوريكورا، ناغانو: 36°07′01″N 137°33′09″E / 36.116925°N 137.552528°E)
كان جزءًا من المرصد الوطني الياباني وخرج عن الخدمة في 2010، أعيد تخصيص المبنى للباحثين بما فيهم غير العاملين في المجال الفلكي بإدارة المعاهد الوطنية للعلوم الطبيعية.
مرصد أوكاياما الفلكي (جبل تشيكورينجي في اساكوتشي، أوكاياما: 34°34′34″N 133°35′39″E / 34.5760726°N 133.5941148°E)
لازال هذا المرفق يخضع للمرصد الوطني الفلكي الياباني، إلا أن معهد طوكيو للتكنولوجيا يتولى تشغيل تلسكوب 188cm.
التلسكوبات الخارجة عن الخدمة: تلسكوب 91cm، تلسكوب شمسي 65cm من نوع كودي.

## المعاهد الوطنية للعلوم الطبيعية
في عام 2004، أعلن عن إنشاء المعاهد الوطنية للعلوم الطبيعية، اليابان [الإنجليزية]، كشراكة لخمسة مراكز ومعاهد بحثية وهي:
- المركز الفلكي الوطني الياباني (NAOJ).
- المعهد الوطني للأحياء الأساسية (NIBB).
- المعهد الوطني لعلوم الإندماج (NIFS).
- المعهد الوطني لعلم وظائف الأعضاء (NIPS).
- المعهد الوطني لعلوم الجزيئات (IMS).

وذلك لأجل تعزيز التعاون العلمي المشترك بين الباحثين، حالياً تضم المؤسسة عدداً أكبر من الشراكات العلمية، منها:
- مركز البحث عن الحياة والنظم الحياتية (ExCELLS).
- مركز الأحياء الفلكية (ABC).
- اتحاد الجامعات البحثية (RUC).
- اتحاد البلازما الحيوية (PBC).
- مركز التعاون البحثي الدولي (IRCC).

## معرض الصور

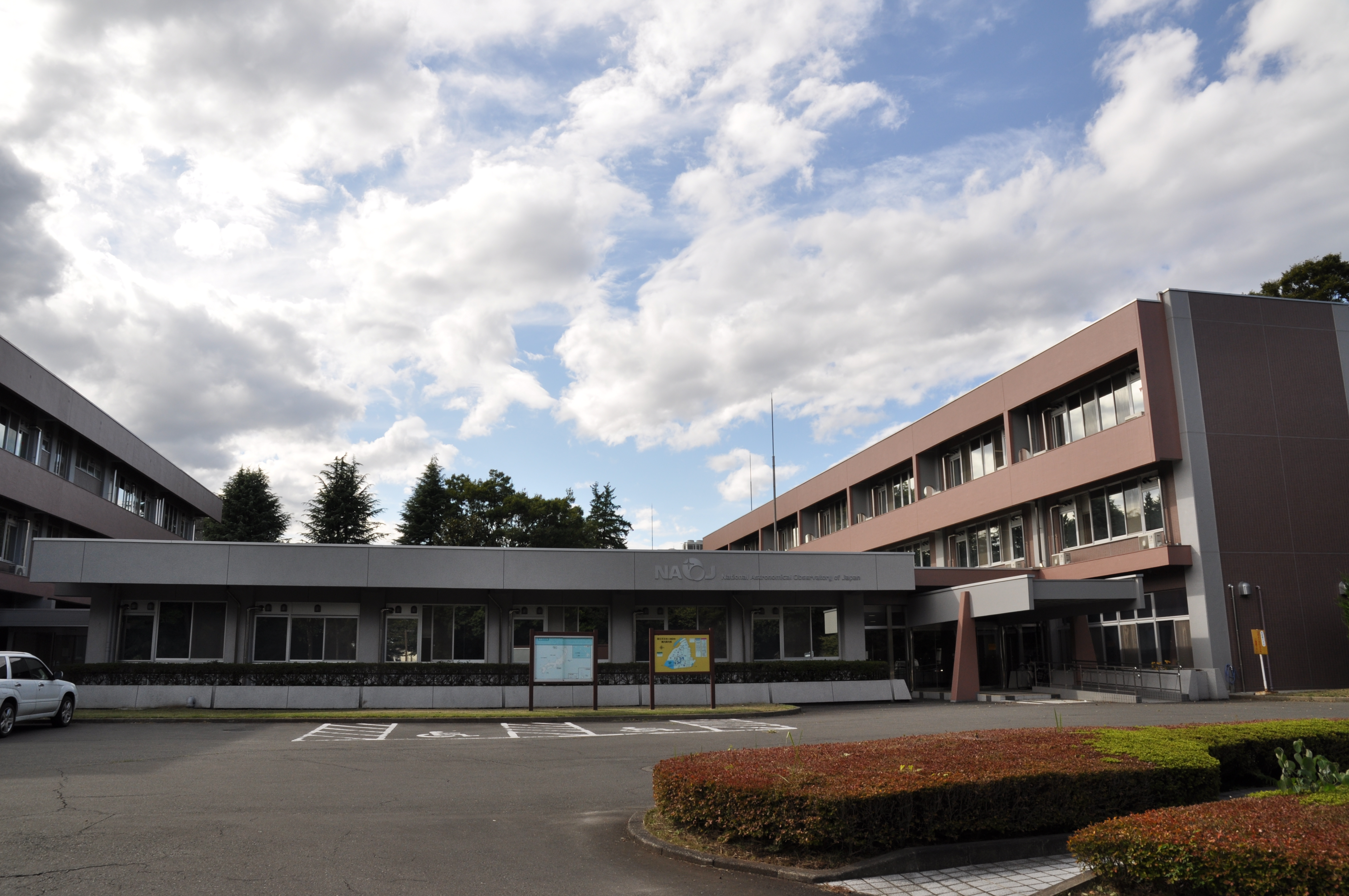
مبنى المرصد الفلكي الوطني الياباني في ميتاكا
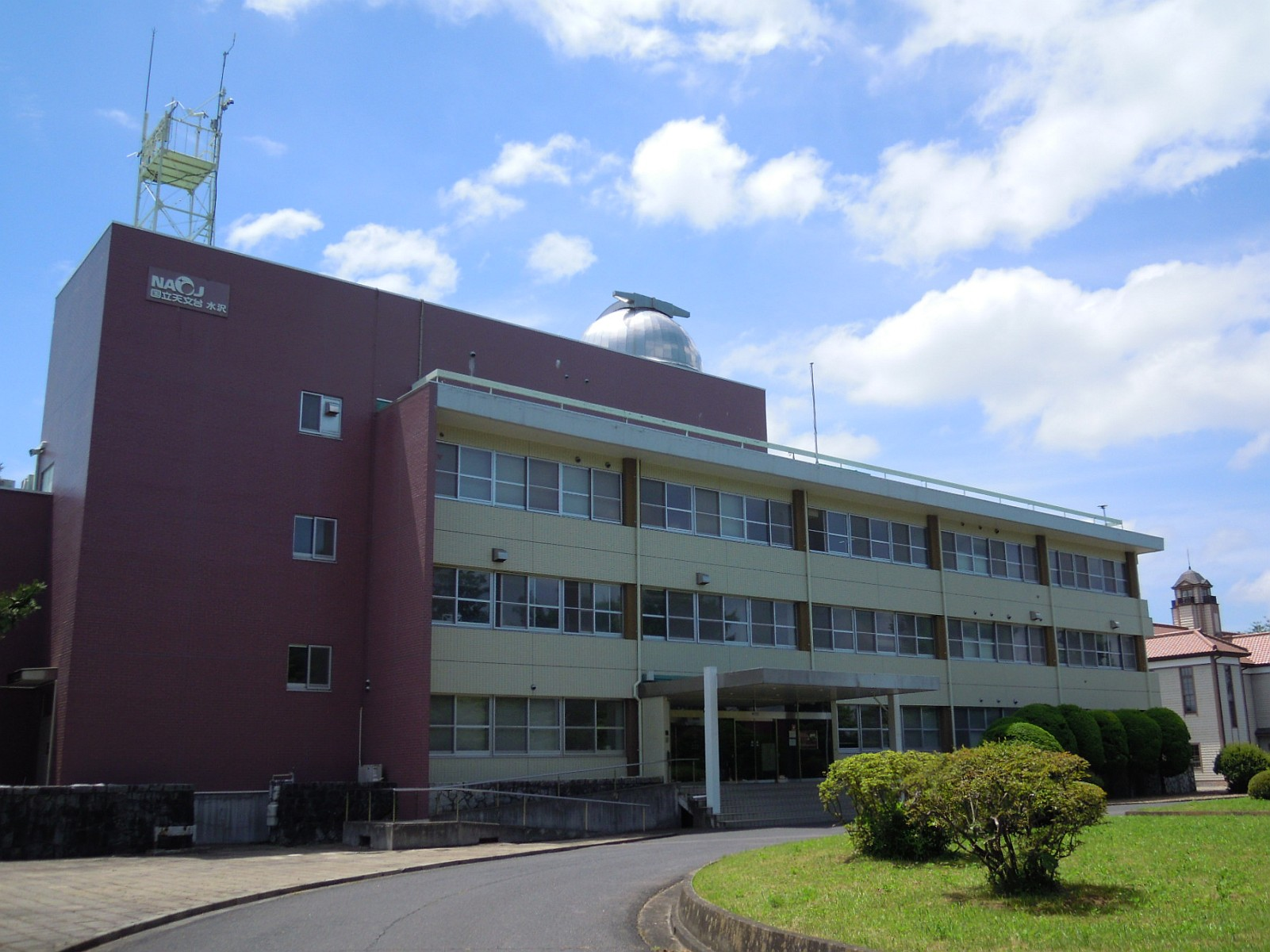
المبنى الرئيسي للمرصد الفلكي الوطني الياباني في ميزوساوا.
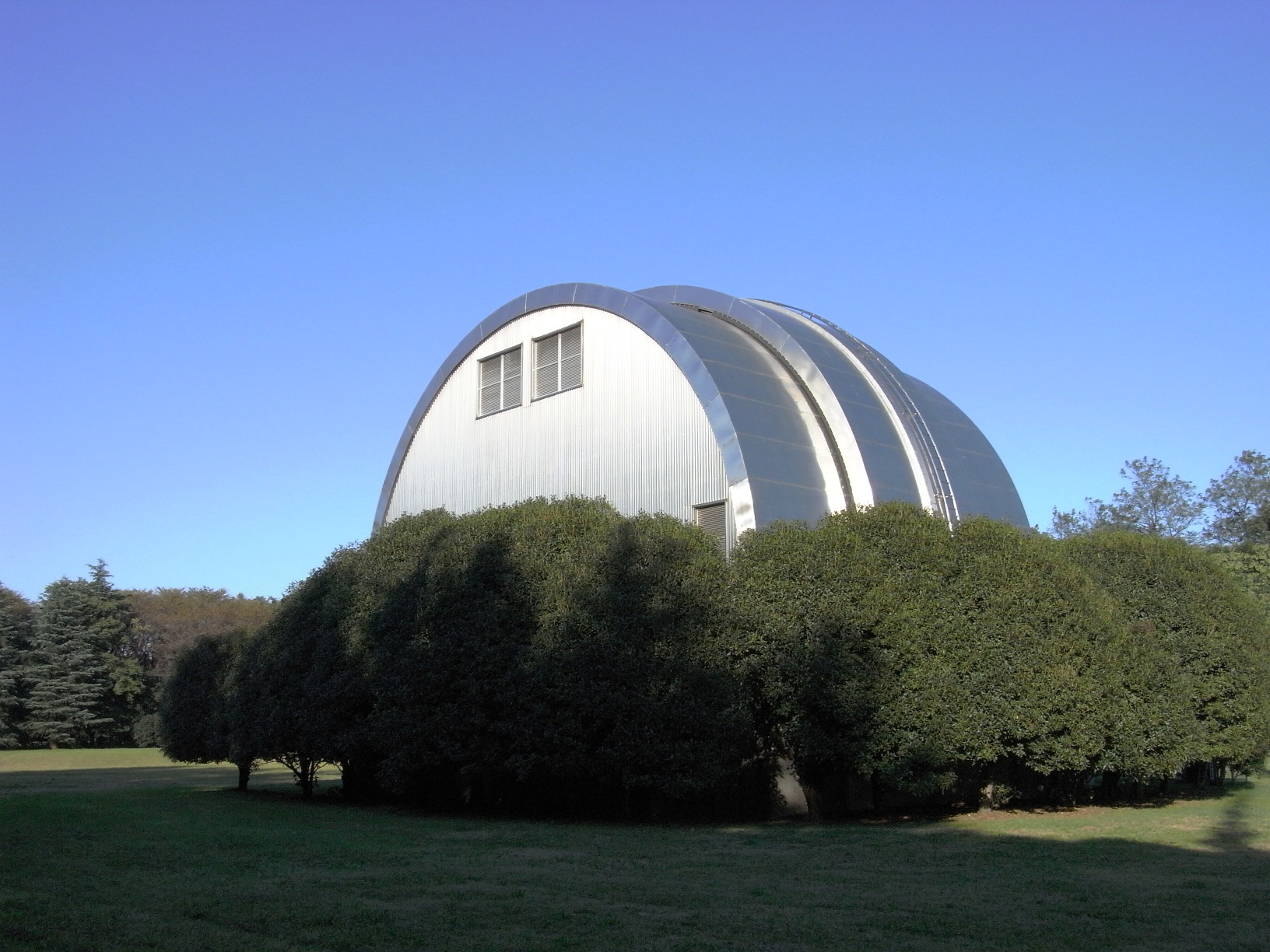
قبة دائرة زوال طوكيو الكهروضوئية [الإنجليزية] التابعة للمرصد الوطني الفلكي الياباني.
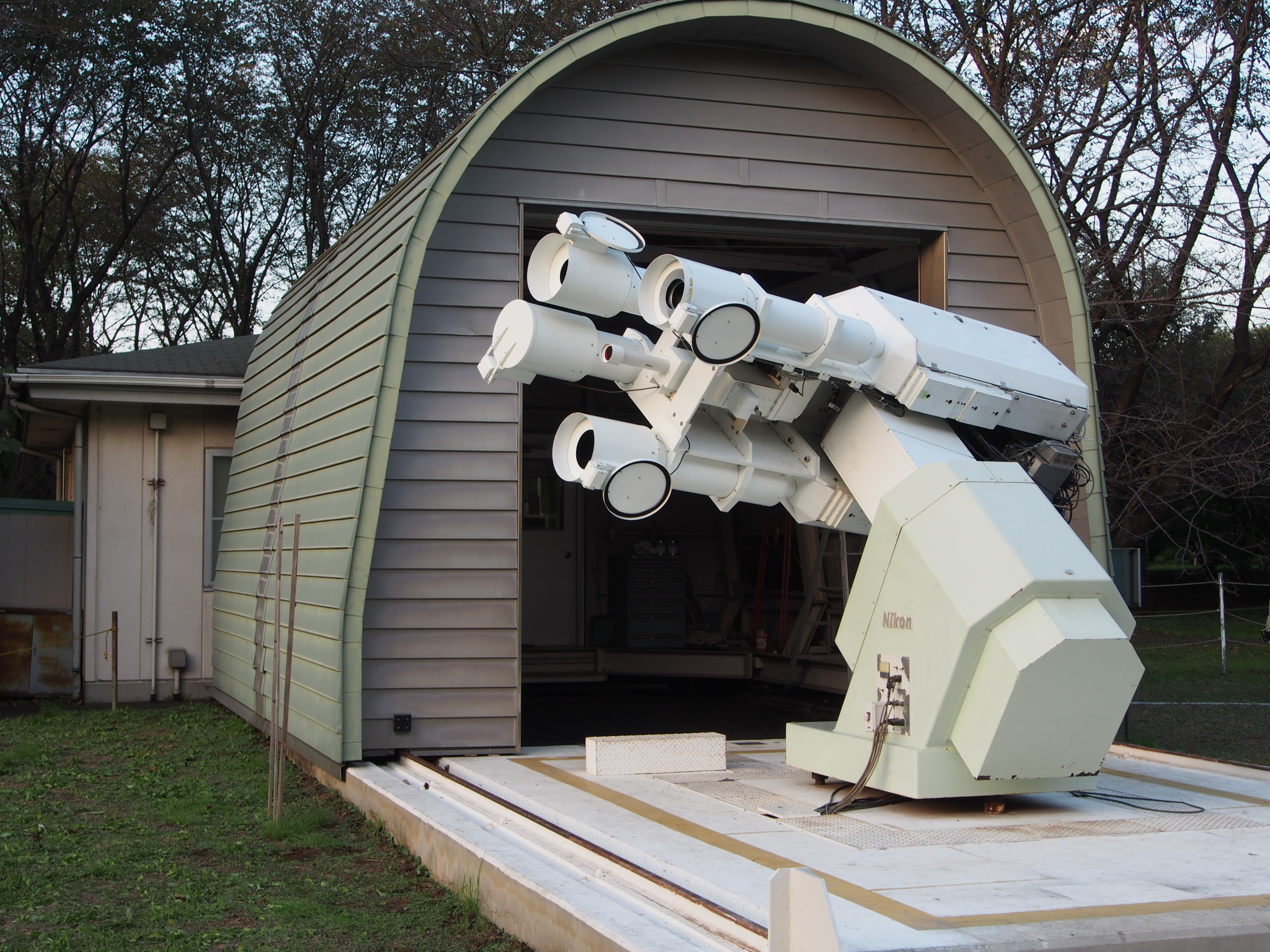
تلسكوب الوهج الشمسي في ميتاكا.
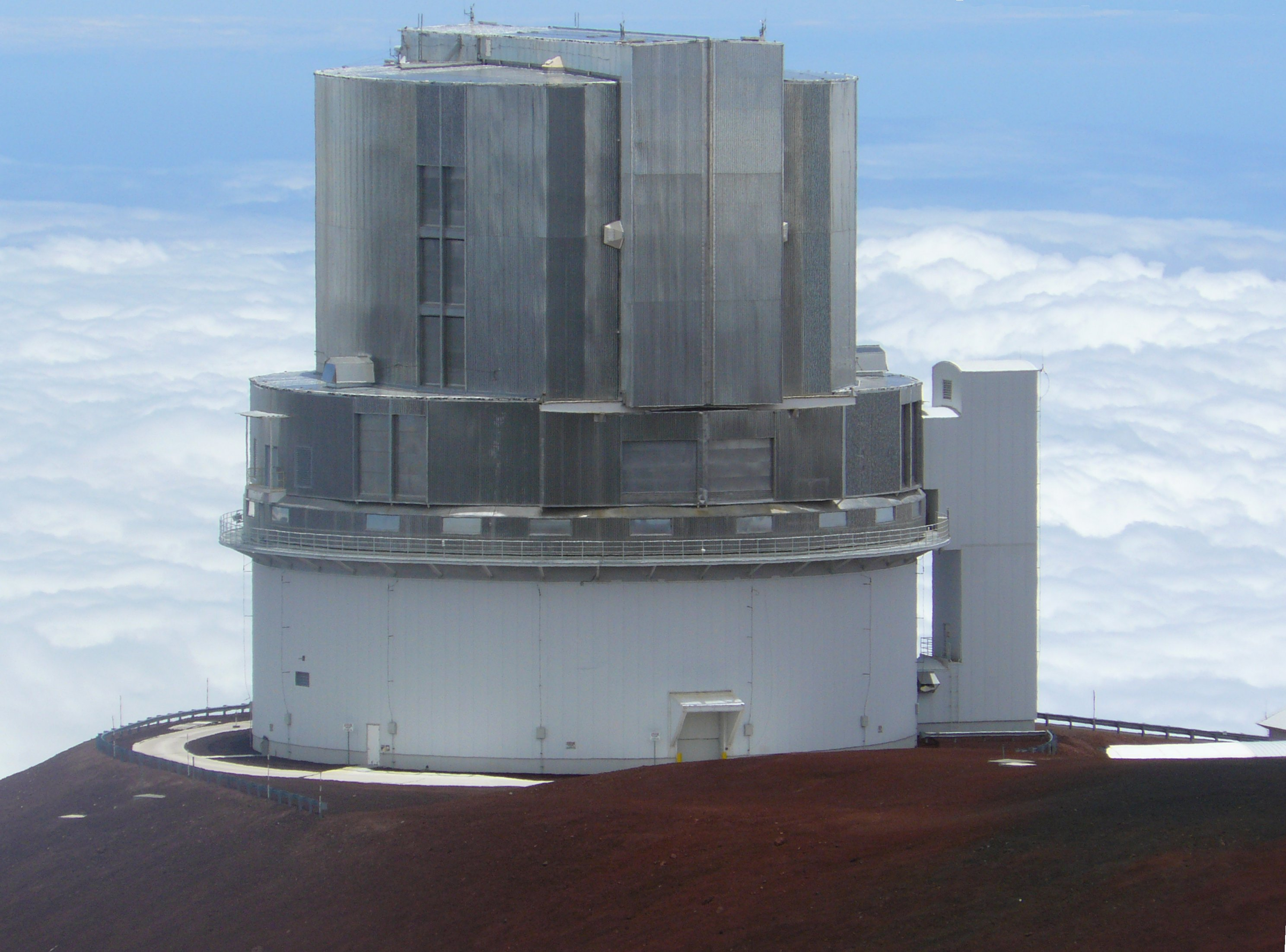
تلسكوب سوبارو، مرصد مونا كيا، هاواي.
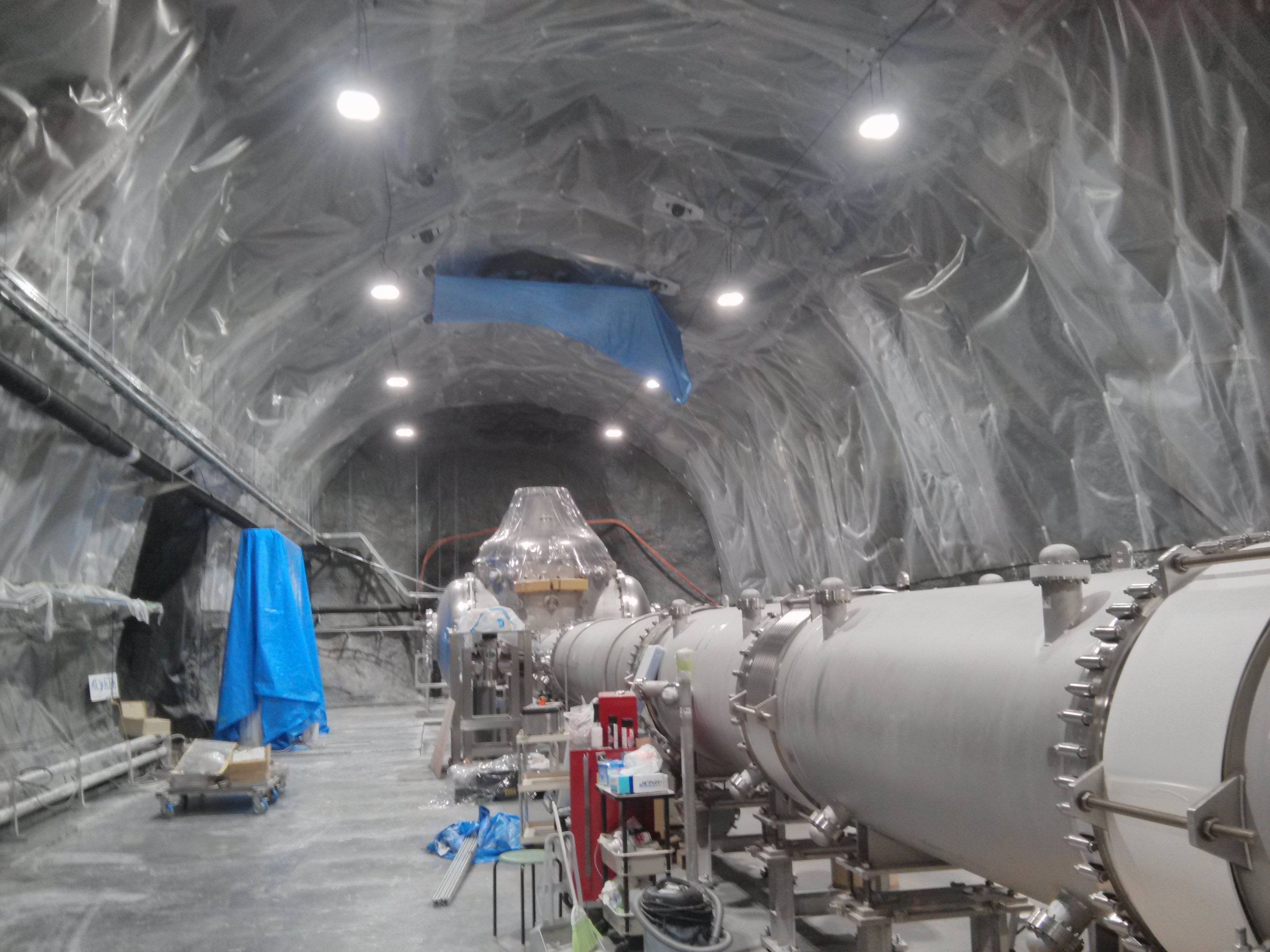
كاشف كاغرا [الإنجليزية] لموجات الجاذبية.
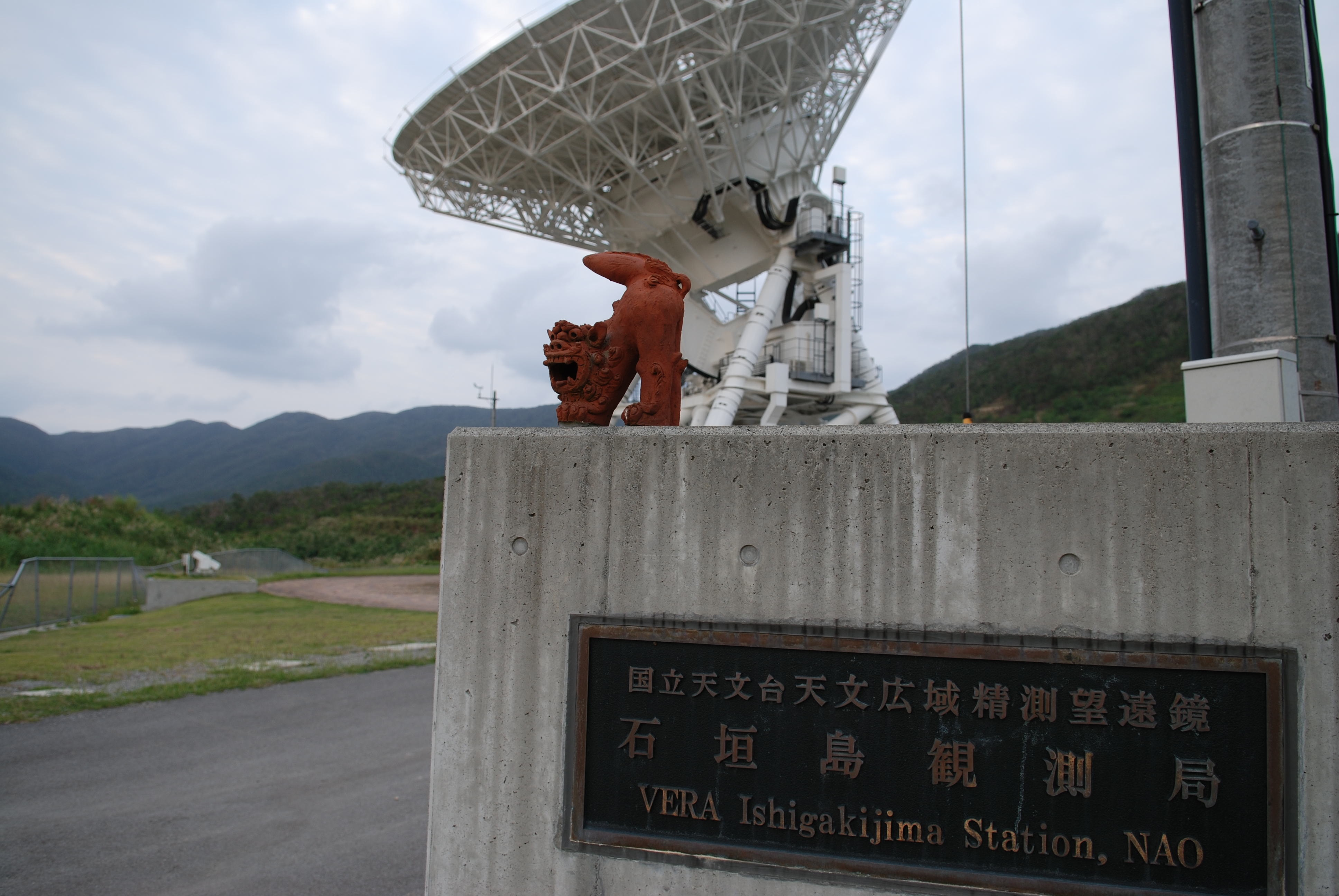
مدخل محطة تلسكوب إيشيغاكي-جيما الراديوي VERA.
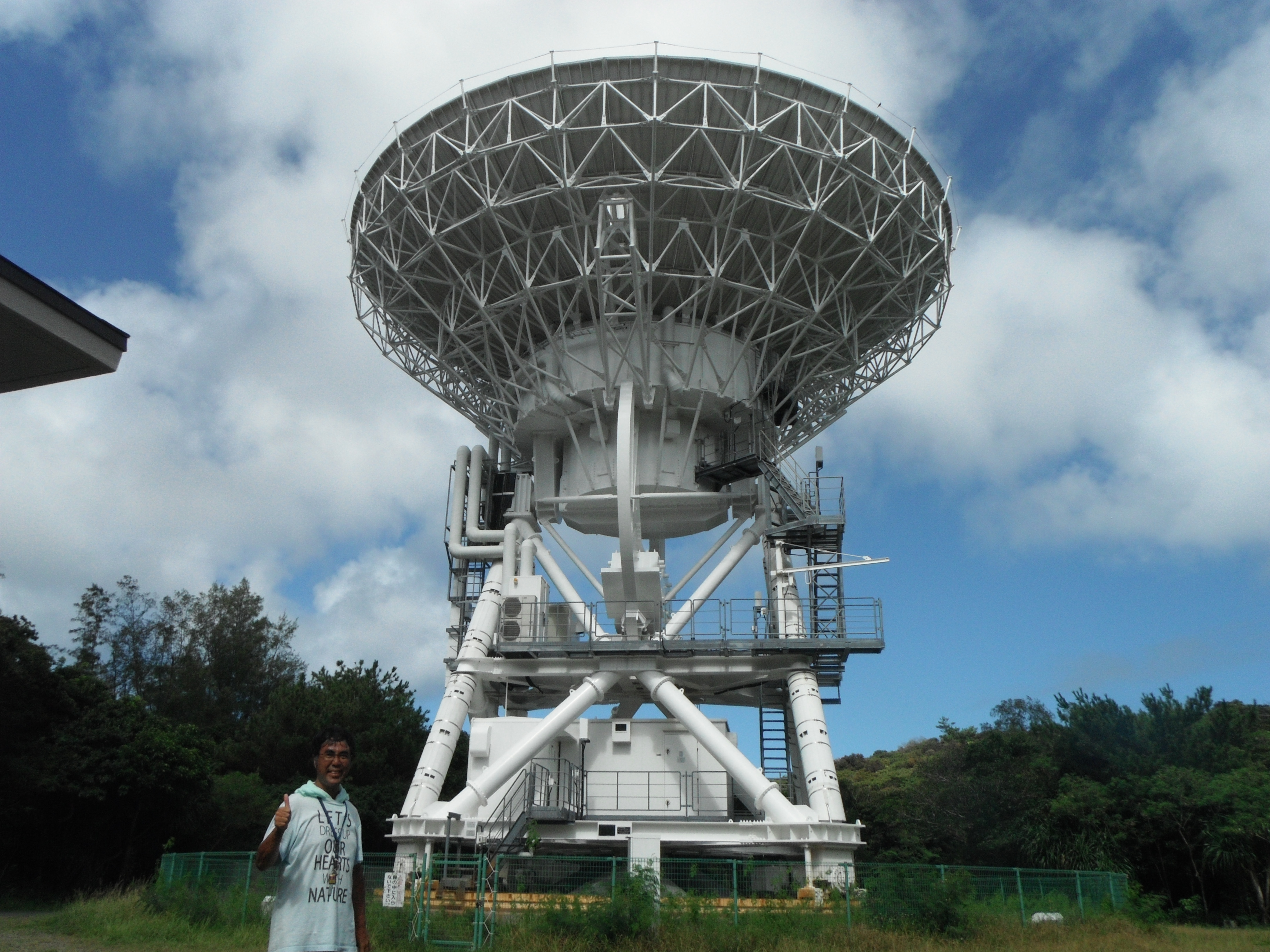
محطة أوغاساوارا VERA.
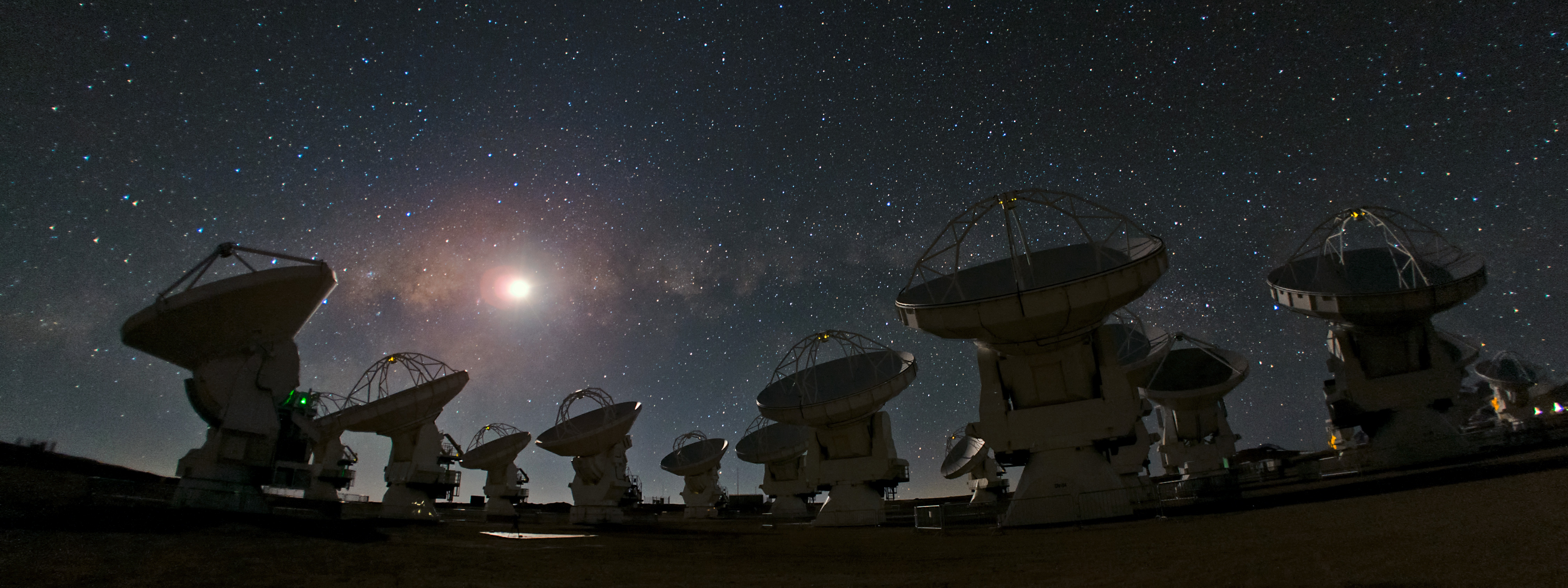
مصفوف مرصد أتاكاما المليمتري الكبير (ALMA)، والذي تشارك فيه اليابان عن طريق مؤسسة المرصد الفلكي الوطني.
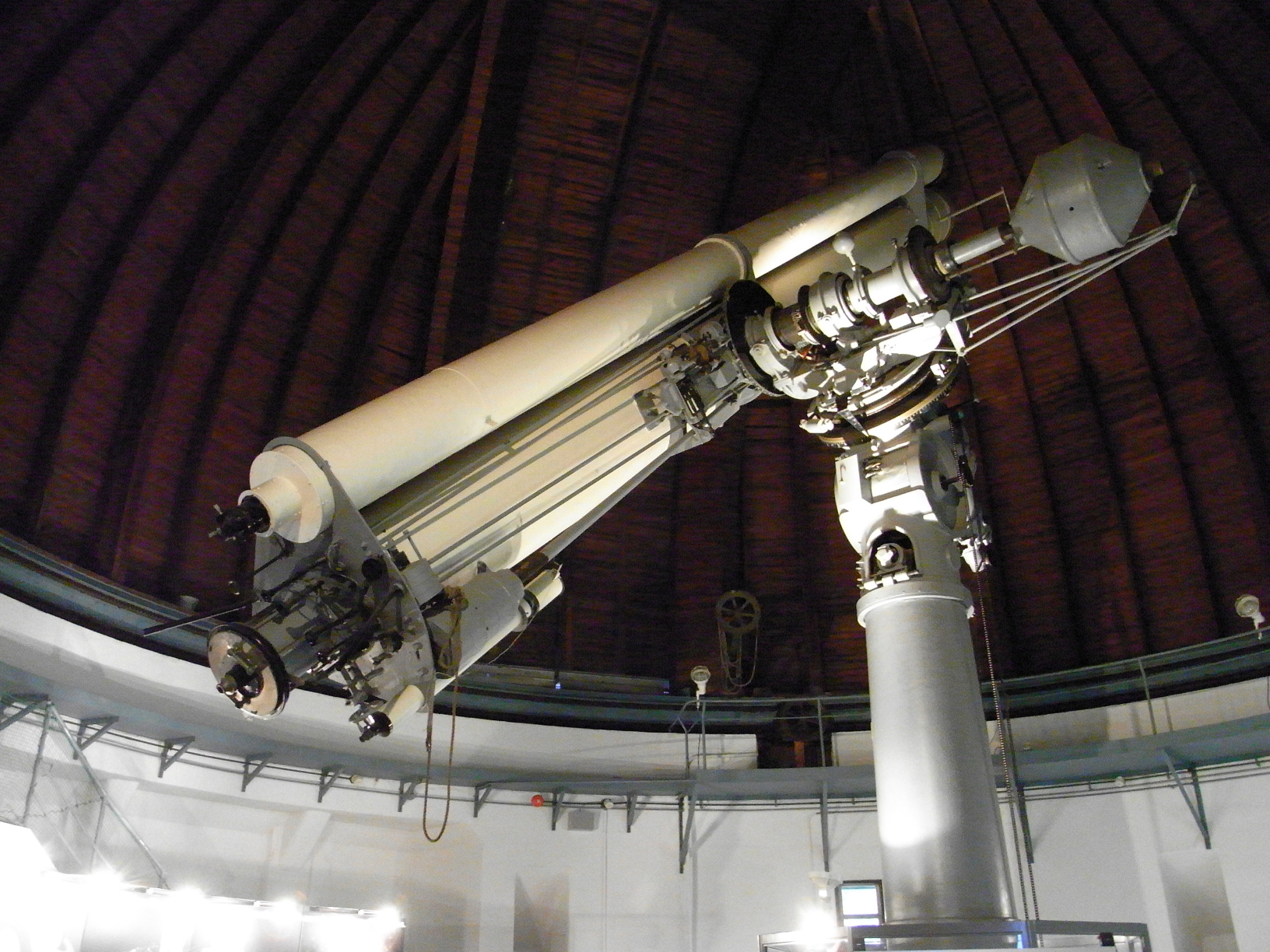
قبة تلسكوب 65cm في حرم ميتاكا

## طالع أيضًا
- منظمة استكشاف الفضاء اليابانية
- برنامج إستكشاف القمر الياباني
- قائمة المراصد الفلكية